# Revine Lago
Revine Lago es una localidad y comune italiana de la provincia de Treviso, región de Véneto, con 2.249 habitantes.

## Evolución demográfica
| Gráfica de evolución demográfica de Revine Lago entre 1861 y 2001 |
|                                                                   |
| Fuente ISTAT - elaboración gráfica de Wikipedia                   |